# 臺北市政府都市發展局
臺北市政府都市發展局（簡稱臺北市都發局），1973年成立，是臺北市政府所屬的一級機關。

## 沿革
1973年1月1日，臺北市政府工務局第二科將都市規劃與測量業務獨立出來成立「臺北市政府工務局都市計畫規劃勘測大隊」。
1977年1月31日，臺北市市長林洋港為了推動老舊社區都市更新，將都市計畫規劃勘測大隊擴大為「臺北市都市計畫處」。
1993年7月1日，為了使都市發展有整體的規劃，以便進行各項都市建設，臺北市政府成立「臺北市政府都市發展局」，職司本市都市規劃、設計、更新及測量業務。2004年3月3日，配合《都市更新條例》第17條規定，為了因應國民住宅業務轉型以及專責推動都市更新，都市發展局整併「臺北市政府國民住宅處」並成立「臺北市都市更新處」，都市發展局第四科業務改隸臺北市都市更新處。
2006年8月1日，因應《建築法》修正，臺北市政府工務局建築管理處及工務局第二科業務改隸及移撥都市發展局，工務局建築管理處同時更名為「臺北市建築管理處」。
2012年2月16日，都市發展局「都市測量及資訊服務科」更名為「都市測量科」，臺北市建築管理處更名為「臺北市建築管理工程處」；及因應公營住宅政策，都市發展局「居住政策及服務科」、「財務及資產管理科」與「住宅管理科」三個單位之業務整合並更名為「住宅企劃科」及「住宅服務科」，另增設「住宅工程科」，並將社區營造業務移撥臺北市都市更新處更新經營科。
2018年8月2日，臺北市公共住宅戰情中心正式上線。

## 組織架構
- 局長
- 副局長
- 總工程司
- 主任秘書

### 內部單位
- 綜合企劃科 ：上位計畫及都會環境之研究，臺北市綜合發展計畫及臺北市國土計畫之擬定暨相關開發或建設事業之研究、協調，與國際城市交流及縣市跨域合作等有關事項。

- 都市規劃科 ：辦理都市計畫主要計畫、細部計畫之修訂、專案變更及通盤檢討；土地使用分區管制制度及相關系列法規之修訂、執行；都市規劃管理制度如社區參與、回饋、空間獎勵及坡地管理等管理機制。

- 都市設計科 ：臺北市都市設計及景觀計畫之研訂、都市及環境設計、景觀規劃、開發許可之研擬、審議、管制、都市設計及景觀工程。

- 都市測量科 ：都市工程測量，數值影像製圖暨都市計畫樁位資料管理、核發無妨礙都市計畫證明，土地使用分區證明及都市規劃便民資訊服務等有關事項。

- 住宅企劃科 ：住宅政策及策略規劃、住宅年度計畫及短中長程計畫研擬、住宅市場及居住環境品質等資訊之收集及檢討、住宅資訊建置、住宅基金管理運用，住（國）宅經營利用、產權處理與國宅貸款管理及監督等有關事項。

- 住宅工程科 ：住宅開發方式與設計準則之研擬、住宅規劃及工程設計、住宅工程及附屬工程之發包、施工及工程資訊管理等有關事項。

- 住宅服務科 ：住（國）宅租賃制度訂定、配租、租金收取及訴訟、其他輔補、輔租及補助等有關事項，住（國）宅物業管理、住宅支援及服務所涉管理等有關事項。

- 建築管理科 ：建築管理業務之督導與都市計畫管理及服務事宜。

- 秘書室 ：研考、文書、事務、出納、印信典守、檔案管理、公有財產管理、公務車輛管理及不屬於其他科室業務事項。

- 資訊室 ：資訊環境之規劃與建置；資訊計畫之研擬與推動；業務資訊與便民服務系統之發展與維管；軟硬體設備之購置與維管；網域使用者帳號與系統權限管理；資訊安全防護；應用推廣與資安養成之教育宣導。

- 會計室 ：依法辦理本局單位、住宅基金、管維基金之預算、會計、統計業務。

- 人事室 ：負責組織編制、編制員額、預算員額、人員任免遷調、獎懲考核、考績、訓練進修、出國審查、差假勤惰管理、待遇福利、文康活動、公勞健保、退休撫卹資遣、約聘僱人員遴聘管理及工友人事管理等事項。

- 政風室 ：依法辦理本局政風業務事項。

### 所屬機關
- 臺北市建築管理工程處
- 臺北市都市更新處

### 監督之財團法人
- 臺北市住宅及都市更新中心

## 科室處樓層位置
臺北市市政大樓
- 9 樓西南區：局本部、政風室
- 9 樓南　區：綜合企劃科、都市規劃科、都市設計科、建築管理科
- 9 樓東南區：會計室、秘書室、人事室、資訊室
- 8 樓南　區：都市測量科第二股
- 1 樓東　區：聯合服務中心都市計畫工作站
- 1~3樓南區：建築管理工程處

## 歷任局長
| 任次 | 姓名   | 就職時間       | 卸任時間       | 備註 |
| ---- | ------ | -------------- | -------------- | ---- |
| 1    | 蔡定芳 |                |                |      |
| 2    | 張景森 |                |                |      |
| 3    | 陳威仁 |                |                |      |
| 4    | 許志堅 |                |                |      |
| 5    | 丁育群 | 2008年6月17日  |                |      |
| 6    | 邊泰明 | 2013年5月1日   |                |      |
| 7    | 林洲民 | 2014年12月25日 | 2018年12月25日 |      |
| 8    | 黃景茂 | 2018年12月25日 | 2021年2月17日  |      |
| 9    | 黃一平 | 2021年2月17日  | 2022年12月25日 |      |
| 10   | 王玉芬 | 2022年12月25日 | 2024年9月27日  |      |
| 11   | 簡瑟芳 | 2024年9月27日  | 現任           |      |

## 外部連結
- 臺北市政府都市發展局 （页面存档备份，存于）（中文）（英文）